# 艾尔 (苏格兰)
艾尔（英语：Ayr /ɛər/；苏格兰盖尔语：Inbhir Àir），是英国苏格兰南艾尔郡的一个城镇，位于艾尔河畔。总人口46,182（2022年）。艾尔为南艾尔郡行政中心。

## 友好城市
- 法國 圣日耳曼昂莱